# 前橋市立大室小学校
前橋市立大室小学校（まえばししりつ おおむろしょうがっこう）は、群馬県前橋市にある公立小学校。

## 概要
校舎の南東には「真・善・美」の三文字を掲げた1927年（昭和2年）に建てられた、県内最初の鉄筋コンクリートである旧校舎の中央玄関部が移築されている。

## 所在地
群馬県前橋市西大室町2817番地

## 学区
- 西大室町[1]
- 東大室町

## 教育目標
- 明るく、思いやりのある子
- 気づき、すすんで学ぶ子
- たくましく、ねばり強い子